# Jacob deGrom
Jacob Anthony deGrom (DeLand, Florida, 19 de junio de 1988) es un lanzador estadounidense de béisbol profesional pertenece a la organización de los Texas Rangers de las Grandes Ligas.
Debutó con los New York Mets en 2014 siendo nombrado como el Novato del Año de la Liga Nacional.

## Carrera profesional

### Ligas menores
DeGrom fue seleccionado en la novena ronda del draft de 2010 por los Mets de Nueva York. Fue asignado a los Kingsport Mets de la liga de novatos pero fue diagnosticado con una rotura en el ligamento del codo derecho, por lo que se sometió a una cirugía Tommy John y no jugó durante la temporada 2011. Durante su rehabilitación trabajó en su cambio de velocidad con Johan Santana.
En 2012, lanzó con los Savannah Sand Gnats y St. Lucie Mets, finalizando el año con 2.43 de efectividad en 19 aperturas. En 2013, fue promovido a los Binghamton Mets de Clase AA y posteriormente a Las Vegas 51s de Clase AAA para ocupar las vacantes dejadas por Zack Wheeler, Carlos Torres y Collin McHugh, dejando efectividad total de 4.51 por molestias en un dedo roto que alteraron su mecánica de lanzamiento. El 20 de noviembre de 2013 fue añadido a la plantilla de 40 jugadores de los Mets para evitar ser seleccionado en el draft de Regla 5.

### New York Mets

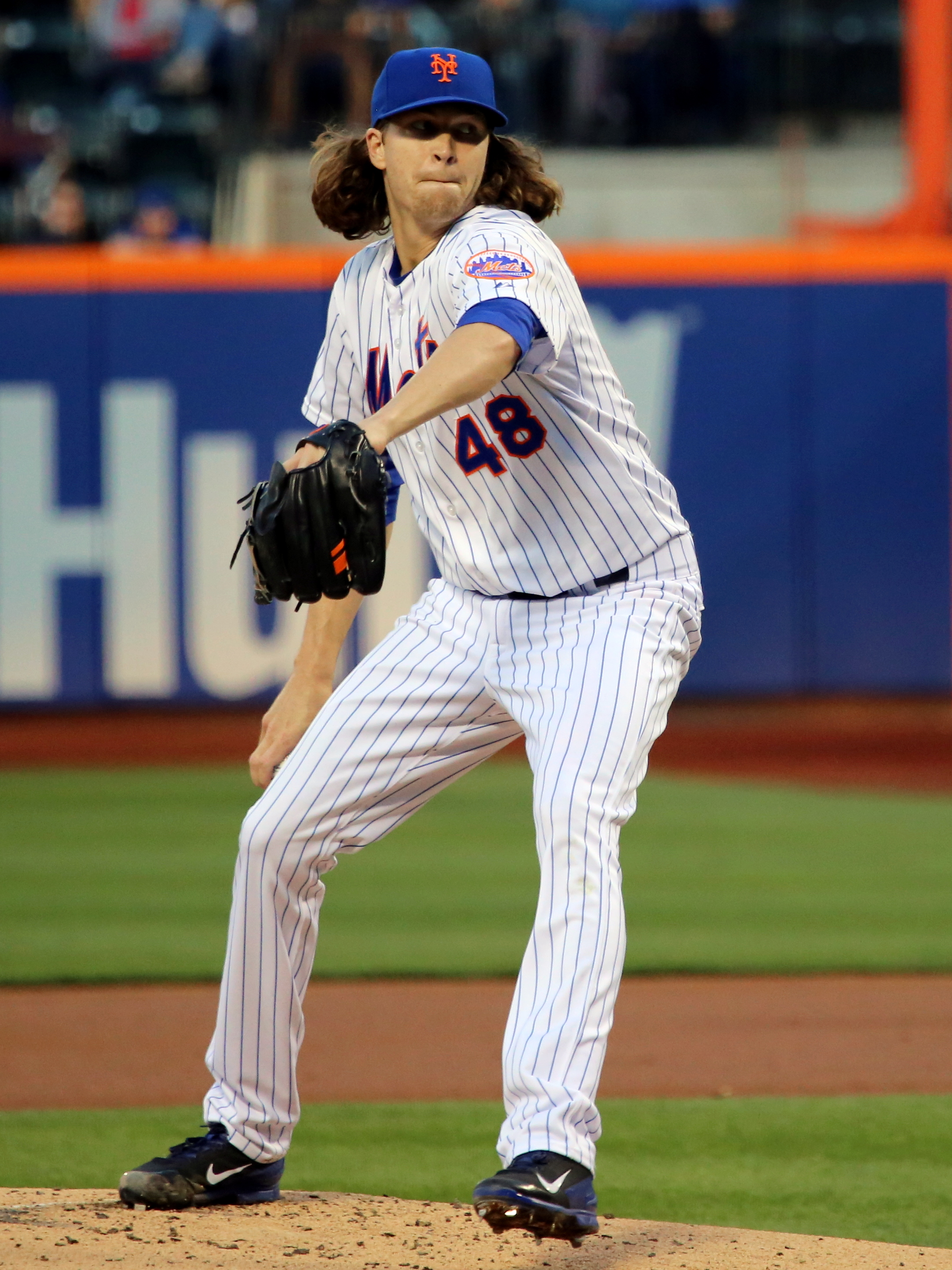
deGrom con los Mets en 2015.

El 12 de mayo de 2014 fue promovido a Grandes Ligas luego de registrar marca de 4-0 y efectividad de 2.58 con los 51s, para sustituir al lesionado González Germen. Debutó el 15 de mayo ante los Yanquis de Nueva York, permitiendo una carrera y ponchando a seis bateadores a lo largo de siete entradas sin decisión, conectando además su primer hit. Fue nombrado como el Novato del Mes en julio, luego de registrar marca de 4-1 con 1.39 de efectividad durante dicho mes. El 11 de agosto fue ingresado en la lista de lesionados debido a una tendonitis, regresando al equipo el 23 de agosto. El 15 de septiembre ante los Marlins de Miami, igualó el récord de Grandes Ligas al ponchar de forma consecutiva a los primeros ocho bateadores que enfrentó. Finalizó la temporada con marca de 9-6, 2.69 de efectividad y 144 ponches, por lo que ganó el premio de Novato del Año de la Liga Nacional con 26 votos de 30 totales, superando a Billy Hamilton y Kolten Wong.
En 2015, deGrom registró marca de 8–6 y 2.30 de efectividad para finales de junio, por lo que fue seleccionado para participar en el Juego de Estrellas. Finalizó la temporada con marca de 14–8 y 2.54 de efectividad, obteniendo cinco votos para quedar en séptimo lugar por el Premio Cy Young, otorgado finalmente a Jake Arrieta. Durante el Juego 1 de la Serie Divisional, igualó el récord de los Mets con 13 ponches en un juego de postemporada, y en el decisivo Juego 5 se llevó la victoria al permitir solo dos carreras en seis entradas. En el Juego 3 de la Serie de Campeonato ante los Cachorros de Chicago, lanzó siete entradas permitiendo solo dos carreras y cuatro hits, para poner la serie con ventaja de 3-0 para los Mets. En el Juego 2 de la Serie Mundial de 2015, deGrom permitió cuatro carreras y seis hits además de otorgar tres bases por bolas para cargar con la derrota ante los Reales de Kansas City, eventuales ganadores de la serie.
En 2016, luego de sufrir varias lesiones a lo largo de la temporada, finalmente se sometió a una cirugía en septiembre para aliviar dolores en un nervio. A pesar de ello, disfrutó de una temporada de calidad, registrando marca de 7-8, 143 ponches y 3.04 de efecividad.
En 2017, deGrom fue nombrado el Jugador de la Semana de la Liga Nacional entre 12-18 de junio, luego de registrar efectividad de 0.53, 12 ponches y seis bases por bolas y permitir solo ocho hits en dos aperturas. Finalizó la temporada como el abridor más consistente de los Mets, registrando marca de 15-10 con 3.53 de efectividad y 239 ponches en 201 1⁄3 entradas lanzadas de 31 aperturas.
En 2018, deGrom fue invitado a su segundo Juego de Estrellas, y al finalizar la temporada recibió el Premio Cy Young de la Liga Nacional, luego de registrar marca de 10-9 y efectividad de 1.70, la tercera más baja desde 1968 para un lanzador con al menos 30 juegos iniciados. Sus 10 victorias son la cantidad más baja para un lanzador abridor que gana el Cy Young.
Antes de iniciar la temporada de 2019, los Mets contrataron a Van Wagenen como su gerente general. DeGrom y los Mets acordaron un salario de $17 millones para la temporada 2019, el aumento anual más grande para un jugador elegible para arbitraje. Con Van Wagenen ahora negociando por los Mets en lugar de por DeGrom, las dos partes acordaron una extensión de contrato por cinco años y $137.5 millones con una opción para la temporada 2024 durante los entrenamientos de primavera en 2019. DeGrom comenzó para los Mets el Día Inaugural contra Max Scherzer, el subcampeón del Premio Cy Young de 2018 detrás de deGrom y el ganador del Premio Cy Young de 2017. Estableció un récord personal en ponches en su siguiente apertura el 3 de abril con 14. Comenzó la primera mitad de la temporada 2019 con un récord de 4-7 y una efectividad de 3.27 mientras ponchó a 138 bateadores, por lo que fue convocado a su tercer Juego de Estrellas. DeGrom tuvo una segunda mitad notable, registrando un récord de 7-1 con efectividad de 1.44 y 117 ponches. Ganó su segundo Premio Cy Young consecutivo en un voto casi unánime, recibiendo 29 de los 30 votos de primer lugar, convirtiéndose en el undécimo lanzador en la historia en ganar premios Cy Young consecutivos.
En la temporada 2020 acortada de 60 juegos, deGrom registró marca de 4-2 con una efectividad de 2.38, y lideró la Liga Nacional en ponches por segunda temporada consecutiva, con 104. También lideró la Liga Nacional en ponches por cada nueve entradas lanzadas (13.765), fue tercero en WHIP (0.956) y hits por cada nueve entradas (6.221), cuarto en efectividad, sexto en porcentaje de victorias-derrotas (.667) y jonrones por cada nueve entradas (0.927), y octavo en boletos por nueve entradas (2.382). Lideró la Liga Nacional en bases robadas permitidas, con 13. Su salario de $25 millones fue el décimo más alto en la Liga Nacional. Terminó tercero en la votación del Premio Cy Young de la Liga Nacional. Si hubiera ganado, habría completado la rara hazaña de ganar el premio en tres temporadas consecutivas, uniéndose a la compañía de los miembros del Salón de la Fama Greg Maddux y Randy Johnson.

### Texas Rangers
El 2 de diciembre de 2022, deGrom firmó un contrato de $185 millones por cinco años con los Texas Rangers.